# Knuth
Slægten Knuth er en mecklenburgsk uradelsslægt, der kom til Danmark i 1600-tallet med de to brødre Adam Levin von Knuth (1648-1699) og Eggert Christopher von Knuth (1643-1697).
Slægten forekommer første gang med ridderen Heinrich Knuth (levede omkring 1234) i Robel i Mecklenburg. Stamrækken begynder med Ivan Knuth til Leizen og Priborn (levede 1492, døde før 1515). Fra ham nedstammer den mecklenburgske linje, der uddøde i 1832, og den endnu eksisterende danske linje.

## Våbenskjold
En af tre grønne kløverblade omsat sort kedelkrog i sølvfelt, på hjelmen tre lignende blade, af hvert opstående en rød fane.

## Historie
En ridder Heinricus Knut nævnes allerede omkring 1236. Tidligt havde slægtens medlemmer Priborn i forlening. Her til landet kom den med de to brødre Eggert Christopher Knuth (1643-1697) og Adam Levin Knuth (1648-1699). Den førstnævnte, som blev den danske slægts stamfader, var landråd og amtmand i Slesvig, senere tillige amtmand over Frederiksborg Amt, gehejmeråd og hvid ridder. Hans hustru, Søster Lerche (1658-1728), oprettede 19. april 1714 Grevskabet Knuthenborg for sønnen, den senere gehejmeråd og hvid ridder Adam Christopher von Knuth (1687-1736), der 2. marts samme år optoges i den danske lensgrevestand med følgende våben: Skjoldet firdelt med hjerteskjold, der viser slægtens ovennævnte mærker, 1. og 4. felt ved en sølvsparre tværdelt af blåt, hvori to seksoddede guldstjerner, og rødt, hvori tre sølvlærker (slægten Lerche), 2. felt tre gennem en krone stukne guldpile i purpur, 3. felt delt af sølv, hvori en halv guldbevæbnet sort ørn, fast på delingen, og sølv; tre grevekronede hjelme, den midterste prydet med slægtens eget hjelmtegn, den heraldisk højre med en sølv strudsefjer mellem to blå og yderst to guld, den venstre med to jernklædte arme, holdende kronen og pilene; skjoldholdere to vildmænd.
Med hans sønner delte slægten sig i tre endnu blomstrende linjer. Den ældste, generaladjutant hos kongen, senere assessor i Højesteret, stiftamtmand over Sjællands Stift, gehejmekonferensråd, hvid og blå ridder, grev Eggert Christopher Knuth (1722-1776), arvede grevskabet, kom ved sit første ægteskab med Marguerite Maurice Françoise Isidore marquise Casado de Monteleone tillige i besiddelse af grevskabet Gyldensteen og arvede endelig substitutionen for stamhuset Lerchenfeldt, 13. august 1772 på ny substitueret med stamhuset Mørup, der 4. marts 1803 atter substitueredes med en fideikommiskapital, "det Lerchenleldt’ske Fideikommis", der følger
grevskabet Knuthenborg. Hans ældste søn, stiftamtmand over Sjællands Stift, gehejmeråd og hvid ridder, grev Johan Henrik Knuth (1746-1802), som tiltrådte besiddelsen af begge grevskaber, efterlod kun døtre, af hvilke den ældste, Constance Henriette Frederikke (1772-1827), arvede Gyldensteen, der gennem hendes ægteskab kom i slægten Bernstorffs besiddelse. Knuthenborg tilfaldt derefter hendes farbroder, daværende baron, grev Frederik Knuth (1760-1818), som 5. februar 1811 fik kgl. bevilling på, at hans afkom – også de yngre sønner – måtte føre grevelig titel, dog, at der ved hvert tronskifte ville være at søge stadfæstelse på denne bevilling, hvilken indskrænkning senere er ophævet. Sidstnævnte, oprindeligt søofficer, blev 1. deputeret i Admiralitets-kollegiet, gehejmekonferensråd og hvid ridder. Hans ældste søn, konstitueret amtmand over Akershus Amt, kammerherre, grev Eggert Christopher Knuth (1786-1813), død før faderen, var fader til grevskabets 5. besidder, kammerherre, grev Frederik Marcus Knuth (1813-1856).
Denne, slægtens betydeligste mand, tog juridisk embedseksamen 1833, var derpaa 2 år på rejse i Europa sammen med C.C. Hall, hvorefter han 1837 tiltrådte det stærkt forgældede grevskab, som under hans fortrinlige ledelse atter blev bragt på fode. Han var den første, som – 1845 – fik bevilling til at bortarvefæste (fra 1849 tillige til at sælge) bøndergods fra len og benyttede denne ret på særdeles billige vilkår. Han sad 1844 og 1846 i Roskilde Stænderforsamling og sluttede sig her til det frisindede parti, blev 1847 amtmand over Sorø Amt, overdirektør for Sorø Akademi og medlem af direktionen for Universitetet og de lærde skoler. Det var Christian 8.s hensigt, at Knuth skulle have udført Grundtvigs plan om en stor folkelig højskole i Sorø, en plan, der bortfaldt ved kongens død. Efter A.W. Moltkes råd udnævntes Knuth til udenrigsminister i Martsministeriet, 36 år gammel, og modtog som sådan Storkorset. Fra 1851 beklædte han med megen dygtighed stillingen som forstander for Herlufsholm, var kongevalgt medlem af Den grundlovgivende Rigsforsamling, af Folketinget 1852-53 og af Landstinget fra 1854. Hans tidlige død blev meget beklaget. Fra ham stammer grevskabets senere besiddere.
Hans farbroder, gehejmekonferensråd, kammerherre, grev Frederik Christian Julius Knuth
til Bonderup (1787-1852), var 1831-50 stiftamtmand for Sjællands Stift og fra 1824 til sin død kurator for Vemmetofte. Sidstnævntes sønnesøn, kammerherre, grev Henrich Maximilian Knuth (1870-1939) var historisk interesseret, har vist dygtighed og initiativ som Ordenskapitlets sekretær og chef for kapitlets kontor.
Den anden linjes stamfader, ovennævnte grev A.C. Knuths (død 1736) søn, senere oberstløjtnant,
kammerherre og hvid ridder, baron Christian Frederik Knuth (1728-1801), fik 2. august 1743 patent som baron af baroniet Christiansdal med flg. våben: Skjoldet delt med friherrekronet hjerteskjold, der viser slægtens oprindelige mærker, 1. felt atter delt af de nævnte Lerche’ske mærker og guld, hvori en sort dobbeltørn, 2. felt ved et sekstindet tindesnit tværdelt af sølv og rødt ("en sekstindet rød mur i sølv"); to friherrekronede hjelme, den heraldisk højre prydet med slægtens hjelmtegn, den venstre med en rød tindet mur, hvoraf opstår en af rødt og Sølv fra venstre seks gange skrådelt "pyramide", på toppen bærende et sølv-møllehjul; skjoldholdere to vildmænd. Samtidig tiltrådte han det af hans moder, Ida Margrethe Reventlow, af Lundegård på Lolland oprettede baroni Christiansdal. Hans søn, kammerherre, senere gehejmekonferensråd, baron Adam Christopher Knuth (1755-1844), fik 10. juli 1810 kgl. bevilling på for sig og afkom at føre grevelig titel, dog at der ved hvert tronskifte ville være at søge stadfæstelse på denne bevilling, hvilken indskrænkning senere er ophævet. Han havde 24. oktober 1800 fået bevilling på at afhænde baroniet, der ved bevilling af 7. august 1821 substitueredes med fideikommisgodset Lilliendal, det tidligere Skuderupgård, i Præstø Amt, hvis besidder stadig har haft rang og værdighed som lensbaron. Hans sønnesøns søn var kammerherre, hofjægermester, grev Christopher Adam Valdemar Knuth (1855-1942), der 1910-18 havde sæde i Landstinget, som har indlagt sig fortjeneste af dansk hesteavl, og som, i egenskab af kurator for successoren til Baroniet Løvenborg, sammen med kammerherre Sehestedt-Juul til Ravnholt foranledigede den store lensproces, der 1920 ved Højesteret førte til nederlag for majoratsbesidderne. Sidstnævntes broder, kammerherre, grev Gebhard Frederik Herman Knuth (1857-1927), ejede Vosnæsgård.
Den tredje linjes stamfader, grev Adam Christopher Knuths (død 1736) søn, senere assessor i Højesteret, gehejmeråd og hvid ridder, baron Conrad Ditlev Knuth (1730-1805), fik 2. august 1743 patent som baron af baroniet Conradsborg, idet han samtidig tiltrådte det af hans ovennævnte moder af Sørup i Ringsted Herred oprettede baroni af sit navn. Hans søn, ritmester, kammerjunker, baron Adam Christopher Knuth (1759-1807), fik 20. oktober 1796 bevilling på at substituere baroniet med en fideikomimiskapital (præcipuum), hvis besidder stadig har haft rang og værdighed som lensbaron. Sidstnævntes søn, kammerherre, baron Hans Schack Knuth (1787-1861), der blev anset som en af landets dygtigste amtmænd, først over Præstø Amt, senere over Frederiksborg Amt, fik 25. marts 1812, sammen med sine søskende bevilling på at føre grevelig titel, dog at der med hvert tronskifte ville være at søge kgl. stadfæstelse på denne bevilling, hvilken indskrænkning senere er ophævet. Hans søn, grev Joachim Sigismund Ditlev Knuth (1835-1905), var gesandt i Wien 1884-90, i Rom 1890-95 og tillige i Madrid 1894-95.
Ovennævnte baron G.D. Knuths (død 1805) anden søn, kammerherre, baron Carl Conrad Gustav Knuth til Rudbjerggaard (1761-1815), direktør i Generalpostamtet, var farfader til baron Carl Vilhelm Emil Knuth (1819-1908), som arvede det for Conradsborg substituerede præcipuum efter sin halvfætter, gesandten, og som var fader til baron Wilhelm Emil Gustav Knuth (1851-1916). Denne, der fra ungdommen var stærkt interesseret i hestesport, ejede Højagergård, men opgav landvæsenet for gennem en årrække at give opvisninger med eget cirkus, Cirkus Guillaume, lige til han tiltrådte fideikommisset. Hans søn, dommerfuldmægtig, cand.jur., baron Axel Erik Carl Knuth (1878-1943), var denne linjes overhoved.
Ovennævnte Adam Levin Knuth kom 1664 til Danmark og optoges blandt kronprins Christian (5.s) pager. Meget yndet af sin herre, udnævntes han efter dennes tronbestigelse til kammerjunker, steg siden til overkammerjunker, beklædte embedet som amtmand over Københavns Amt og fik sæde i Direktionen for hovedstadens vandforsyning. Han hørte lige til sin død til kongens nærmeste omgivelser og havde en hel del indflydelse, skønt han var en ret ubetydelig person. Han overøstes med penge og jordegods, bl.a. Tybjerggård, blev gehejmeråd og hvid ridder. Ved køb erhvervede han Gisselfeld, som han administrerede med dygtighed. Hans efterladte formue var kolossal efter datidens forhold.
Slægtens medlemmer har foruden de nævnte gårde ejet Ravnstrup, Ulstrup, Store Grundet, Søllestedgård, Asserstrup, Skaftelevgård, Gottesgabe, Fredsholm, Valnæsgård.

## Steder knyttet til slægten
- Leizen
- Priborn
- Ludorf
- Knuthenborg
- Knuthenlund
- Lilliendal
- Vosnæsgård
- Egeløkke
- Flintholm
- Rosendal
- Rygaard i Hellerup
- Østergård
- C.V.E. Knuths Vej i Hellerup